# Lepton (mechanika kwantowa)
Leptony (z gr. λεπτός leptós – lekki, drobny, cienki) − grupa 12 cząstek elementarnych (6 cząstek i 6 antycząstek), należących do grupy fermionów fundamentalnych, razem z kwarkami. Do leptonów zaliczają się:
- elektron (e−), mion (μ−), taon (τ−);
- trzy neutrina odpowiadające każdej z nich: neutrino elektronowe (νe), mionowe (νμ) oraz taonowe (ντ);
- odpowiadające im antycząstki: pozyton (antyelektron, e+), antymion (μ+), antytaon (τ+) i trzy antyneutrina.

Jako ostatnie zostało odkryte neutrino taonowe, w 2000 roku.

## Właściwości

### Ładunek elektryczny
Neutrina i antyneutrina mają zerowy ładunek elektryczny. Pozostałe leptony mają ładunek ujemny (dla cząstek, np. elektronów) bądź dodatni (dla antycząstek, np. pozytonów).

### Pozostałe parametry
Leptony mają dwie specyficzne liczby kwantowe:
- liczbę leptonową +1 dla leptonów i −1 dla antyleptonów – liczba ta jest zawsze zachowana,
- liczbę zapachową – elektrony i neutrina elektronowe mają „zapach” elektronowy dodatni, natomiast pozytony i antyneutrina elektronowe − ujemny, itd.

Liczba zapachowa nie jest zachowana w oscylacjach neutrin.
Leptony podlegają oddziaływaniom słabym.